# Hauke Werner
Hauke Werner ist ein deutscher Biologe am Max-Planck-Institut für Multidisziplinäre Naturwissenschaften und außerplanmäßiger Professor an der Georg-August-Universität in Göttingen. Seine Forschungsschwerpunkte liegen im Bereich der Neurobiologie und Neurochemie, speziell die Biogenese und Evolution des Myelins, außerdem die Beziehung zwischen Myelinstruktur und axonaler Funktion. 

## Leben
Werner studierte Biologie an der Ruprecht-Karls-Universität in Heidelberg, wo er 2001 am ZMBH promovierte. Nach einer Tätigkeit als Postdoc in Yale wechselte er als wissenschaftlicher Mitarbeiter zur Max-Planck-Gesellschaft. Seit 2008 ist er Projektgruppenleiter für Neurochemie in der Abteilung Neurogenetik in Göttingen. Werner wurde 2014 habilitiert und ist seit 2022 außerplanmäßiger Professor an der Georg-August-Universität in Göttingen.